# 宇野哲人
宇野 哲人（うの てつと、明治8年（1875年）11月15日 - 昭和49年（1974年）2月19日）は、日本の儒学者。近代的な中国哲学研究の開拓者の一人。東京大学名誉教授。

## 人物
1875年、熊本県熊本市出身。済々黌、東京帝国大学漢学科卒業。卒業時には成績優秀者として恩賜の銀時計を明治天皇から賜る。
1907年（明治40年）前後、東京帝大助教授として、清朝末期の中国大陸に留学。同世代の東洋史学者桑原隲蔵と共に旅行している。次いで帝政期のドイツ留学、知見を得た西洋哲学の手法で中国哲学を読み解き講義著述した。東京帝国大学文学部支那哲学講座教授を務めた。
皇室ともゆかりがあり、1933年、宮中の講書始の控えメンバーに選ばれ、1935年1月28日に、昭和天皇に漢書の進講を行った。1960年代には、「浩宮徳仁」と「礼宮文仁」の命名の儀にも携わっており、皇后美智子の依頼で幼少の二人に『論語』を進講してもいる。
東京大学名誉教授。実践女子大学初代学長、国士舘大学教授、東方文化学院初代院長、東方学会初代理事長・会長などを歴任。
三省堂初期の漢和辞典編纂委員（宇野の後は長澤規矩也が引き継いだ）をはじめ、多くの辞典の編纂代表であった。

## 家族
父は宇野丈九郎。長男が宇野精一、三男が貫達人、四男が宇野義方、五男が宇野健吾（経済学、筑波大名誉教授、1922年 - ）。
長女の夫が阪大名誉教授・東洋史・桑田六郎（1894年 - 1987年）、次女の夫が篠原健一・元早大教授・物理学者（1905年 - ）、三女の夫が安藤良雄（経済学、東大名誉教授、成城大学長（1917年 - 1985年）。

## 略歴
- 明治8年（1875年） - 熊本県にて生まれる
- 明治27年（1894年） - 九州学院（済々黌）卒業
- 明治33年（1900年） - 東京帝国大学漢学科卒業
- 明治37年（1904年） - 東京帝国大学文科大学助教授
- 明治39年（1906年） - 清国に留学
- 明治43年（1910年） - 帰国
- 大正8年（1919年） - 東京帝国大学教授。文学博士
- 昭和4年（1929年） - 東京文理科大学教授を兼任
- 昭和11年（1936年） - 退官。東京帝国大学名誉教授。警察大学校講師（昭和42年迄）
- 昭和14年（1939年） - 北京大学名誉教授（6年間）
- 昭和20年（1945年） - 東方文化学院院長
- 昭和22年（1947年） - 東方学術協会設立。東方学術協会理事長
- 昭和23年（1948年） - 東京都立向丘高等学校校長
- 昭和24年（1949年） - 実践女子大学学長[9]
- 昭和33年（1958年） - 実践女子大学名誉教授
- 昭和34年（1959年） - 熊本県近代文化功労者
- 昭和39年（1964年） - 賜銀杯一組
- 昭和40年（1965年） - 東方学会会長
- 昭和41年（1966年） - 国士舘大学教授
- 昭和44年（1969年） - 熊本市名誉市民
- 昭和48年（1973年） - 叙勲一等授瑞宝章
- 昭和49年（1974年） - 老衰により入院先の東京医科歯科大付属病院で逝去。98歳没。
  - 宇野哲人著『一筋の道百年：宇野哲人遺著』集英社、1974年5月29日発行[10][11]

## 栄典
- 1936年（昭和11年）4月18日 - 正三位[12]

## 著作一覧

### 主な編者代表
- 「新漢和大辞典」三省堂、昭和7年（1932年）
- 「新撰漢和辞典」三省堂、長澤規矩也との共編 昭和12年（1937年）
- 「明解漢和辞典」三省堂、増訂版 昭和19年（1944年）
- 「和英併用 実用辞典」集英社、第2版・昭和50年（1975年）

新装版
- 「新修 国語漢和辞典」集英社、第3版・昭和58年（1983年）
- 「新修 広辞典」集英社、第5版・平成8年（1996年）

### 主な著書
- 「二程子の哲学」大同館書店、明治33年（1900年）
- 「支那哲学概論」支那哲学叢書刊行会、大正15年（1926年）
- 「支那哲学の研究」大同館書店、昭和4年（1929年）
- 「支那哲学史講話」大同館書店、昭和14年（1939年）

新装版
- 「論語新釈」 講談社学術文庫 昭和55年（1980年） ISBN 4061584510
- 「中国思想」 講談社学術文庫 昭和55年（1980年） ISBN 4061584901
- 「大学」 講談社学術文庫 昭和58年（1983年） ISBN 4061585940
- 「中庸」 講談社学術文庫 昭和58年（1983年） ISBN 4061585959
- 「中国哲学」 講談社学術文庫 平成4年（1992年） ISBN 4061590081
- 「清国文明記」 講談社学術文庫 平成18年（2006年） ISBN 4061597612
- 「論語」上・下　明徳出版社〈中国古典新書〉、1982-83年、新装版・平成22年（2010年）